# 小行星5660
小行星5660（英語：5660）是一颗围绕太阳公转的水星軌道穿越小行星。1974年6月26日，查爾斯·科瓦爾在帕洛马山发现了此天体。
这颗小行星的绝对星等为126.9024966370572等。